# Frédéric Barbusci
Frédéric Barbusci, né le 11 juin 1975 à Montréal au Québec (Canada), est un comédien, créateur, auteur, metteur en scène et animateur québécois.

## Biographie
Bachelier en théâtre à l'Université du Québec à Montréal, il s'est fait connaître à la télévision, il a participé, entre autres, aux séries Ayoye, Casting, Les 4 coins et Pure laine, Pseudo Radio et Mission : Mayday. Aussi, Frédéric Barbusci est créateur et animateur du balados Trouvé Mnémo. Il est également membre du duo musical DöX FöX qui a lancé son premier album le 29 avril 2022 avec les Disques Passeport, sur toutes les plateformes. 

## Nomination et prix
- 4 fois champion universitaire d'improvisation Coupe universitaire d'improvisation (entre 1997 et 2002)
- 4 fois champion du mondial d'improvisation amateur (entre 1998 et 2003)
- 2005 : Trophée Pierre Curzi, Recrue de l’année  (LNI)
- 2005, 2006, 2007, 2009 : Trophée Robert Gravel, Champion compteur (LNI)
- 2006 : Trophée du joueur le plus étoilé (LNI)
- 2009, 2010 : Trophée Marcel Sabourin, joueur le plus apprécié par ses pairs (LNI)
- 2011 :  Prix du public (LNI)
- 2010, 2012 : Nomination au gala des Prix Gémeaux dans la catégorie « Meilleure animation jeunesse »
- 2014 Première étoile à la finale et membre de l'équipe championne de la Coupe Charade (LNI)
- 2020 Trophée Robert Lepage, pour la meilleure improvisation de l'année.

## Télévision
- 2002 : Les choix de Sophie (prestation musicale avec TriStomato, Télé-Québec)
- 2002 : Mondial d’impro Juste pour rire (Joueur du Saguenay, Télé-Québec)
- 2003 : Ayoye (Cornet-Piquant, Radio-Canada)
- 2004, 2005 : Casting (Vladimir, Sylvain Roy, LaPresse Télé)
- 2005 : Pure Laine (entraîneur italien, Télé-Québec)
- 2005 : Les 4 coins (rôles multiples, Radio-Canada)
- 2006 : Mondial d’impro Juste pour rire (TV5)
- 2006 - 2011 : Pseudo Radio (animateur, Radio-Canada)
- 2007 : 450, chemin du Golf (fonctionnaire Revenu Canada)
- 2008, 2010 : Les grands duels de la LNI
- 2008 : La pratique des Canadiens de Montréal (animateur, RDS)
- 2010 : Une grenade avec ça? (Premier rôle)
- 2011, 2012: Mission : Mayday (animateur, Radio-Canada)
- 2013 : Chroniqueur JPR en direct (TVA (réseau de télévision))
- 2015 : Camping de l'ours comédien et auteur (VRAK)

## Webséries
- 2016 : La Pratique du loisir au Canada (Bruno Fafard, TV5)